# Саэс, Себастьян
Хорхе Себастьян Саэс (исп. Jorge Sebastián Sáez, испанское произношение: [seβasˈtjan ˈsaeθ]; 24 января 1985, Сантьяго-дель-Эстеро, Аргентина) — аргентинский футболист, нападающий чилийского клуба «Уачипато».

## Достижения

### Командные
«Универсидад Католика»
- Чемпион Чили (2): 2018, 2019
- Обладатель Суперкубка Чили: 2019

### Личные
- Лучший бомбардир чемпионата Чили (2): Клаусура 2012, 2013